# Rupture de retenue de résidus miniers
Une rupture de retenue de résidus miniers est un cas particulier de rupture de barrage, c'est en effet une digue à résidus qui cède laissant s'échapper vers l'aval les résidus miniers qu'elle contenait. Aux dégâts occasionnés par la vague submersive et la coulée de boue s'ajoute une catastrophe environnementale: la pollution aux métaux lourds, au cyanure ou parfois au schlamm.

## Causes

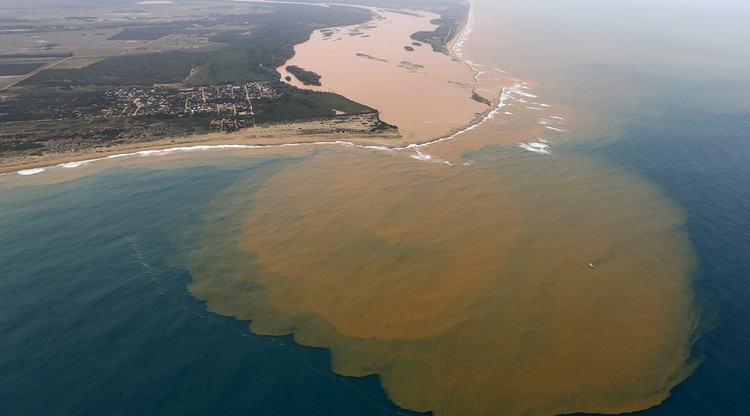
Pollution océanique à la suite de la rupture de Bento Rodrigues.

L’extraction minière nécessite de traiter des volumes importants de matériaux. Dans un premier temps, les stériles qui cachent le filon sont éliminés. Ils sont partiellement employés pour constituer la retenue des bassins à résidus. Ces derniers, après broyage fin et traitement (lixiviation à l'acide sulfurique ou au cyanure) sont des boues fines et instables, souvent acides, stockées dans ces bassins. Si la surveillance et l'entretien (exhaure) sont insuffisants, les retenues se dégradent et finissent par céder brutalement, laissant s'écouler un flot qui va polluer les vallées en aval.
Les digues orientées amont sont jugées les plus exposées aux accidents. Le Brésil et le Chili ont interdit leur construction et la cinquantaine de structure de ce type situées dans l'Etat brésilien de Minas Gerais devront être décommissionnées d'ici 2035..

## Conséquences

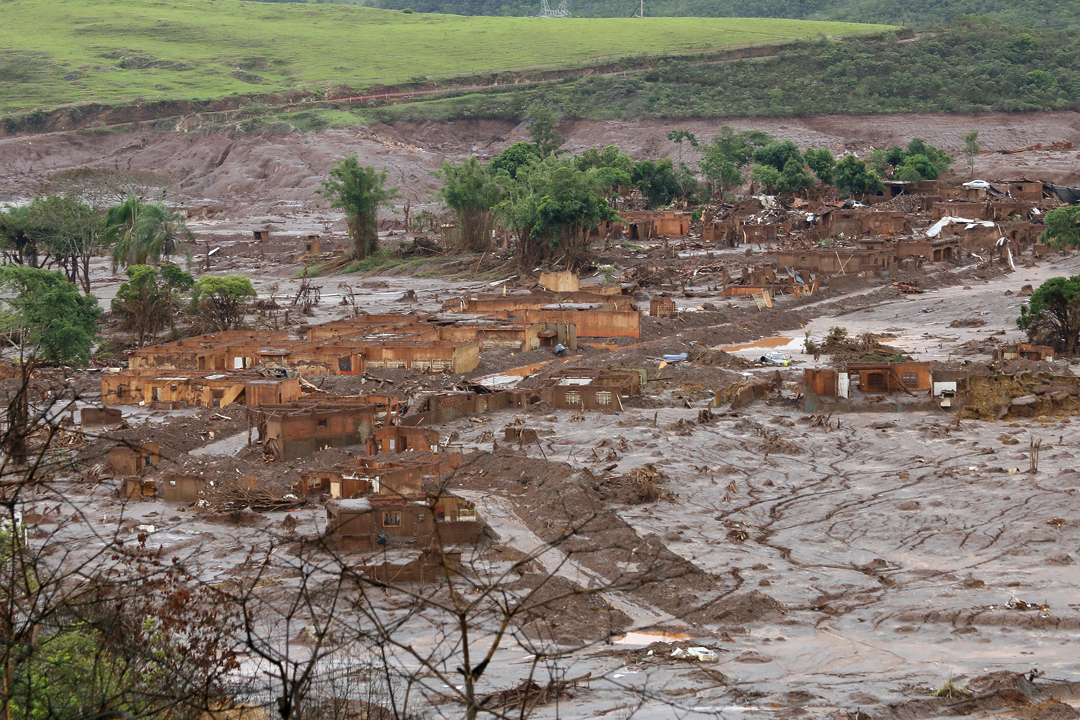
Destruction et contamination du village de Bento Rodrigues.

La rupture d'une retenue de résidus a des conséquences mécaniques plus importantes que celle d'une simple rupture de barrage. En effet, les effets destructeurs de la vague et de la coulée de boue de celle-ci sont amplifiés par la densité de cette boue, plus lourde que l'eau d'un barrage.
Par ailleurs, la nature des résidus miniers ajoutent une pollution chimique importante dans l'environnement, du fait de restes de produits de traitement : acide ou cyanure ; du fait aussi de la présence de métaux et de sulfures naturels libérés par la finesse du broyage. Ces métaux et sulfures, lorsqu'ils sont prisonniers de la roche réagissent peu avec l'environnement. Mais une fois celle-ci broyée, et c'est le but du broyage, la surface d’interaction est énormément multipliée et les métaux et sulfures sont soudainement libérés et interagissent avec l'environnement.
Pour avoir une petite idée théorique de cette augmentation de surface, un rocher cubique d'1 m3 a une surface extérieure de 6 m2, l'équivalent d'une petite pièce de 2 × 3 m. Une fois ce cube réduit en particules cubiques de 0,1 mm de côté, la surface de l'ensemble devient 6 000 000 000 000 m2, mille milliards de fois plus grande que celle d'origine, de l'ordre de dix fois la superficie de la France.

## Exemples
Quelques cas de ruptures de retenue de résidus :
- Rupture du barrage de Mailuu-Suu (en), Kirghizistan en 1958, libérant 600 000 m3 de déchets radioactifs
- Rupture du barrage de Certej, en Roumanie en 1971
- Catastrophe de Marcopper, aux Philippines en 1996
- Désastre d'Aznalcóllar, en Espagne en 1998
- Catastrophe de Baia Mare, en Roumanie en 2000
- Accident de l'usine d'aluminium d'Ajka, en Hongrie, en 2010
- Rupture de barrages de Bento Rodrigues, au Brésil en 2015
- Rupture du barrage de Brumadinho, au Brésil en 2019

## Liste d'accidents
| Mine                                                        | Province, Pays                                                                        | Date                  | Nombre de décès    | Pertes, commentaires |
| ----------------------------------------------------------- | ------------------------------------------------------------------------------------- | --------------------- | ------------------ | --- |
| Mina Plakalnitsa (Vratsa)                                   | Vratsa (Bulgarie)                                                                     | 1966                  | 107<500            | Une retenue de déchet dans la mine de cuivre de Plakalnitsa près de Vratsa s'est effondrée. Une grande quantité de boue a inondé Vratsa et le village de Zgorigrad, qui a beaucoup souffert. Le chiffre officiel est de 107, mais les sources non officielles parlent de 500 tués,.  |
| Buffalo Creek Flood                                         | Virginie-Occidentale (États-Unis)                                                     | 1972                  | 125                | Construction instable par des compagnies locales de mine (Pittston Coal Company), rupture lors de fortes pluies. Le lieu de pêche populaire l'est redevenu 50 ans après. |
| Aznalcóllar                                                 | Aznalcóllar province de Séville en Andalousie, (Espagne)                              | 1998                  | 0                  | Pollution du milieu naturel par déchets acides, métaux lourds, sulfures |
| Lac de décantation de Baia Mare (Mine d'or)                 | Sasar (Roumanie)                                                                      | janvier 2000          | 0                  | Catastrophe de Baia Mare. Le cyanure se déverse dans la rivière Tisza |
| Marib (Mine de plomb et zinc)                               | (Roumanie)                                                                            | mars 2000             |                    | 20 000 tonnes de boues (plomb, zinc, fer) dans le Viseu (affluent de la Tisza) |
| Baia Borsa (mine de cuivre Plomb zinc)                      | région de Maramures (Roumanie)                                                        | 10 mars 2000          |                    | L'excès de neige et de pluie entraîne la rupture de la digue située dans la vallée de Novat, puis une pollution de la rivière Vaser |
| Kolontár (Mine de bauxite /aluminium)                       | ville de Ajka nord-ouest de la (Hongrie)                                              | 4 octobre 2010        | 10 Morts           | Trois villages engloutis. Pollution du Danube. La société MAL Ltd (Zoltan & Arpad Bakonyi) doit construire une digue de 370 000 €. Prison pour le directeur de l'usine Zoltan Bakonyi                                                                                                |
| Fuites de la mine de Talvivaara (Nickel)                    | Talvivaara (Finlande)                                                                 | Novembre 2012         |                    | Depuis son ouverture, la mine a connu de nombreuses fuites en particulier en novembre 2012. Des dirigeants de l'entreprise ont été condamnés. |
| mine du mont Polley ( Mine de cuivre et d'or)               | district régional de Cariboo, situé dans les Rocheuses, Colombie Britannique (Canada) | 7 août 2014           |                    | Interdiction de consommer l'eau et de se baigner. Déversement d'eaux usées (arsenic, plomb, cadmium) jusqu'à la rivière Frazer. Imperial Metals en cause dans[pas clair] |
| barrage de Samarco (Mine de fer)                            | Mariana État du Minas Gerais dans le Sud-Est du (Brésil)                              | jeudi 5 novembre 2015 | 19 morts           | Le village de Bento Rodrigues disparait. La société minière Samarco appartient a deux sociétés BHP Group (anglo australiennes) et Vale (brésilien) . Pollution du fleuve Rio Dance qui se jette dans l'Atlantique. Procès suspendu pour vice de procédure. Imperial Metals en cause. |
| Sierra Tarahumara (mine d'argent, cuivre et or)             | Sierra Tarahumara dans l'État de Chihuahua au nord du Mexique                         | Lundi 4 juin 2018     | 3 morts 4 disparus | Complexe minier de Rio Tinto. Contamination probable du fond de la rivière Tubares. À Tarahumara se trouve la communauté indigène des Indiens Rarámuris et sept canyons dont le canyon du cuivre                                                                                     |
| Brumadinho (mine de Fer)                                    | Brumadinho région métropolitaine du Belo Horizonte, dans le sud-est du Brésil)        | 2019                  | 211                | Complexe minier de Córrego do Feijão qui comprend 3 digues. La rivière Paraopeba est polluée (pécheurs, animaux) |
| Barrage du lac Iruka                                        | État du Minas Gerais , Brésil)                                                        | 2019                  | 270                | Exploités par Samarco (coentreprise de BHP Billinton et de Vale S.A |
| Mine de Fer à Pau Branco                                    | Nova Lima banlieue de Belo Horizonte État du Minas Gerais , Brésil)                   | janvier 2022          | 10 morts           | Forte pluie à l'origine de l'interruption du trafic sur autoroute, d'une amende à Vallourec de 45 millions d'euros et la suspension de toute activité de la mine par l'agence nationale minière                                                                                      |
| Rupture de digue de la mine de Jagersfontein (en) (Diamant) | Jagersfontein, État Libre (Afrique du Sud)                                            | 2022                  | 4                  | Défaut structurel |